# 武汉市少年儿童图书馆
武汉市少年儿童图书馆是武汉市一所专门服务少年儿童的公共图书馆。建于1958年3月，老馆馆址位于原金城银行旧址（今武汉美术馆），2004年12月开放位于南京路的新馆（原汉口商业银行大楼），馆舍面积4000多平方米。藏书超过50万册，民国晚期至今的各类连环画是其特色，其中1949年前后的老版连环画约万册。每年举办少儿读书活动，包括书画比赛、知识竞赛、讲故事、诗朗诵等内容。与湖北省图书馆一起举办湖北少年儿童图书馆业务研讨，并曾迎接美、英、德等国代表团参观。